# Jakup Bua Shpata
Jakup Bua Shpata (ur. 1369 w Arcie, zm. 1 października 1416) – despota Arty w latach 1415–1416, konwertyta na islam.